# Шехара
Шехара или Шахара (араб. شهارة‎; англ. Shaharah, Shahara или Shehara) — большая горная деревня, расположенная в мудерии Шехара мухафазы Амран в Йемене. Деревня «находится на высоте 2600 метров и с видом набухшего и выпуклого горного вида на юг и мерцающих жарких равнин на север.» Деревня, лежащая на вершине остроконечной горы с одноимённым названием Джебель Шехара (англ. Jabal Shaharah), состоит из нескольких старых каменных домов и водного резервуара. 

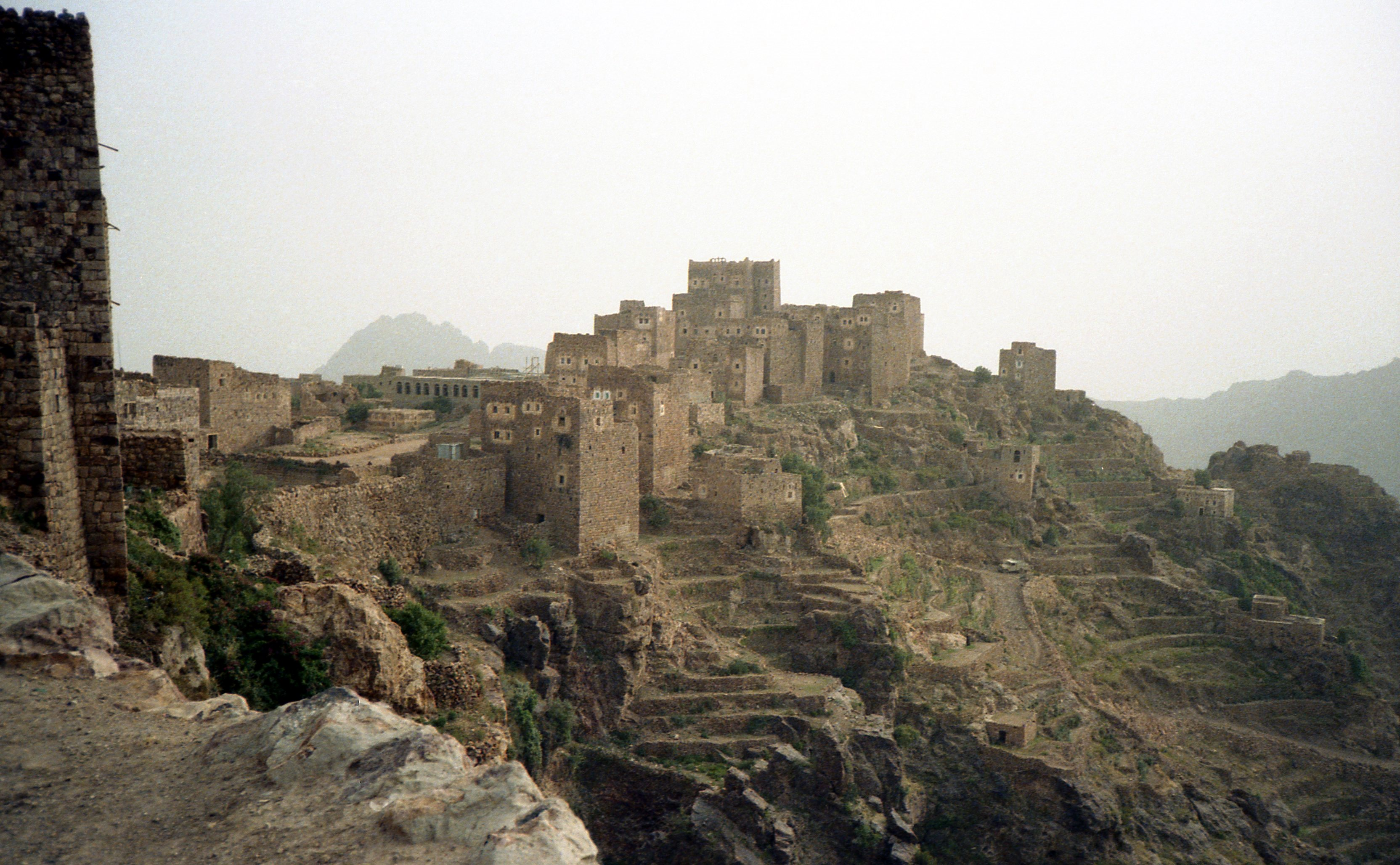

## История деревни
После смерти имама аль-Махди аль-Хусейна, его брат Джафар (англ. Ja'far) сыграл политическую роль как эмир йеменского высокогорья в течение нескольких десятилетий. Он закрепился в недоступной твердыне Шехара и был главным противником династии Сулайхидов во второй половине XI века. Джафар и его потомство возглавляли Зайдитскую секту, известную как «Хусейния» (англ. Husayniyya) после аль-Махди аль-Хусейна.

## Мост
Между двух деревень находится известняковый арочный мост, построенным в XVII веке по приказу местного правителя Аль Уста Салеха.. План конструкции был создан архитектором Салах аль-Ямани (Salah al-Yamani). Сейчас он является одним из национальных символов Йемена. Среди местного населения он так же известен как "Мост Вздохов". 
Представляет собой пешеходный мост длиной 20 м и шириной около 3 м. Под мостом расположена разрушенная арка, ее назначение неизвестно.
Мост изображен на монете 2003 года, достоинством 10 риалов.

### Легенды
О мосте ходят разные легенды:
- В случае опасности мост мог быть разрушен за несколько минут.
- Под главным мостом было построено несколько вспомогательных. Их остатки и сегодня можно наблюдать.
- Аль-Яман построил только половину сооружения, завершил же его неизвестный, вышедший из гор.
- Все, кто видит мост впервые, лишается дара речи и способен лишь на восхищённые вздохи и восклицания. Поэтому он называется "мост Вздохов"

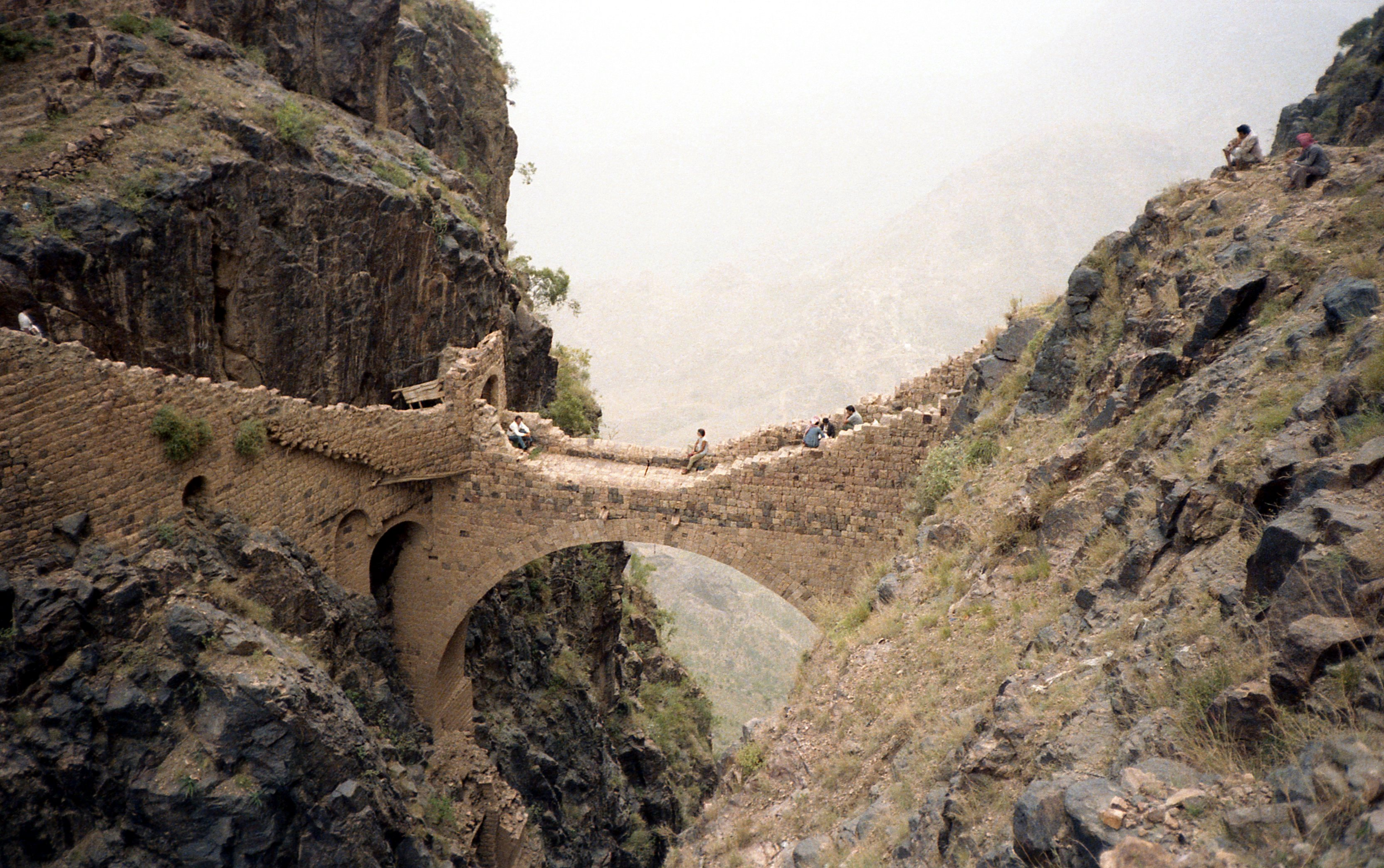
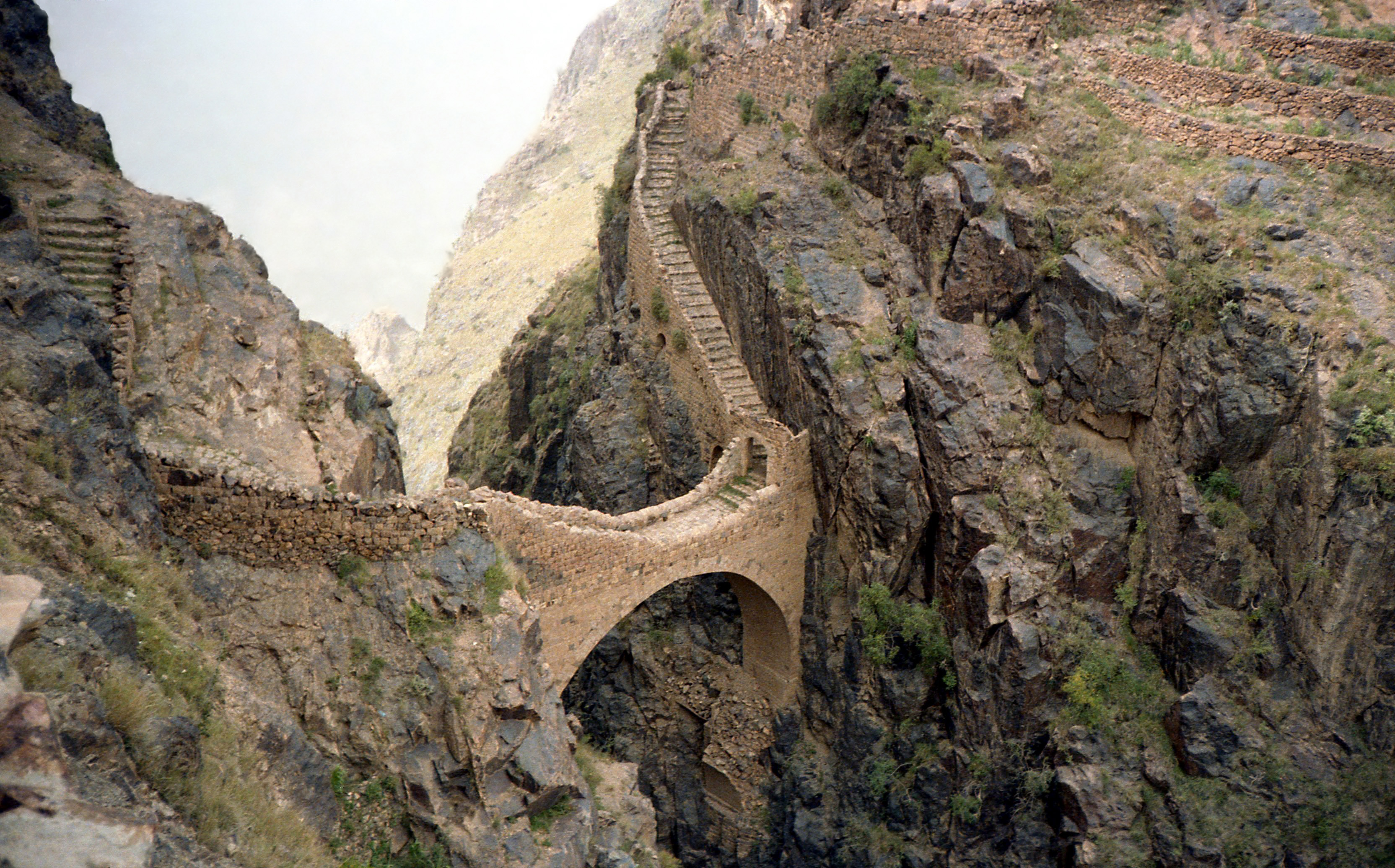
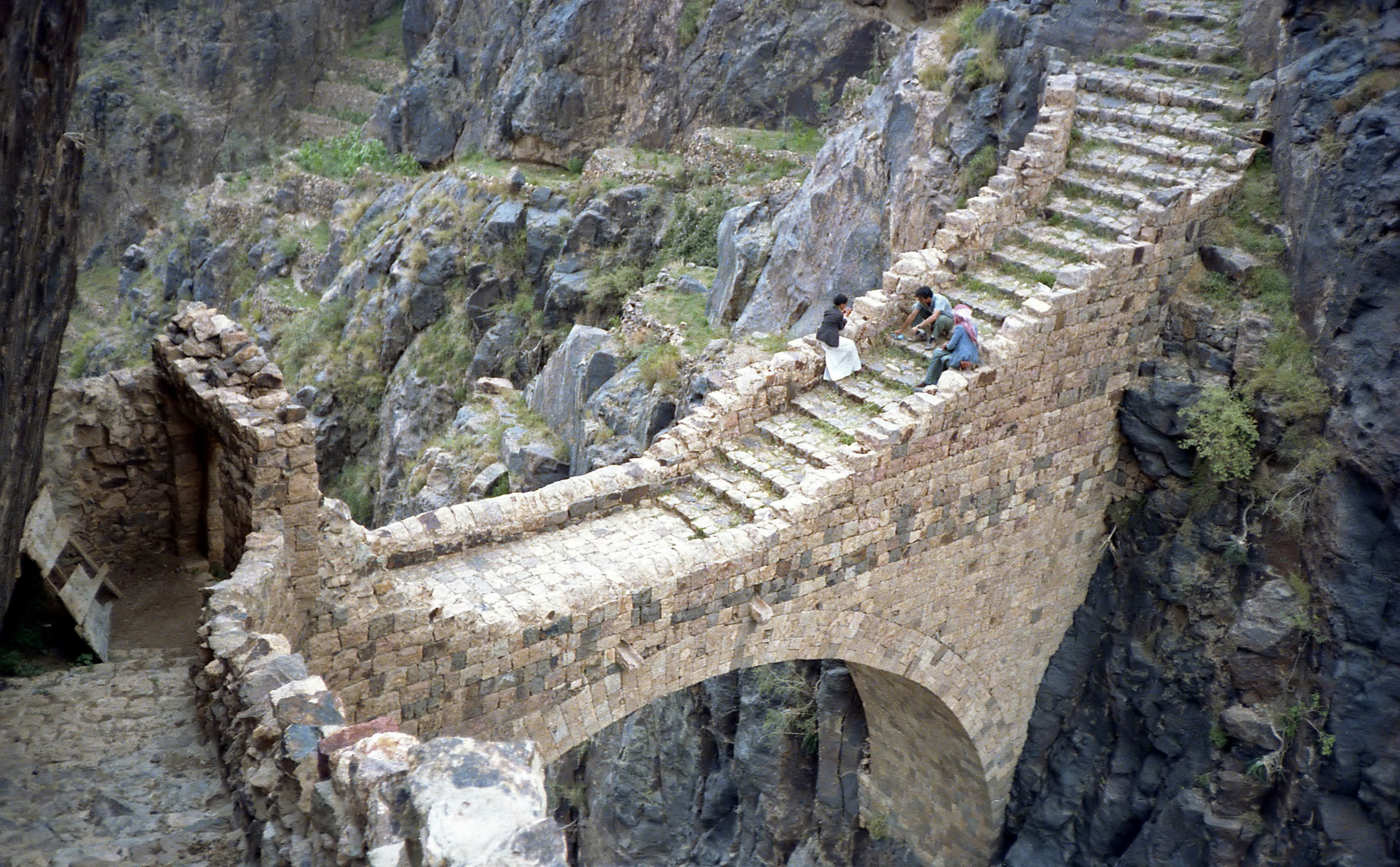